# Dieter Birr

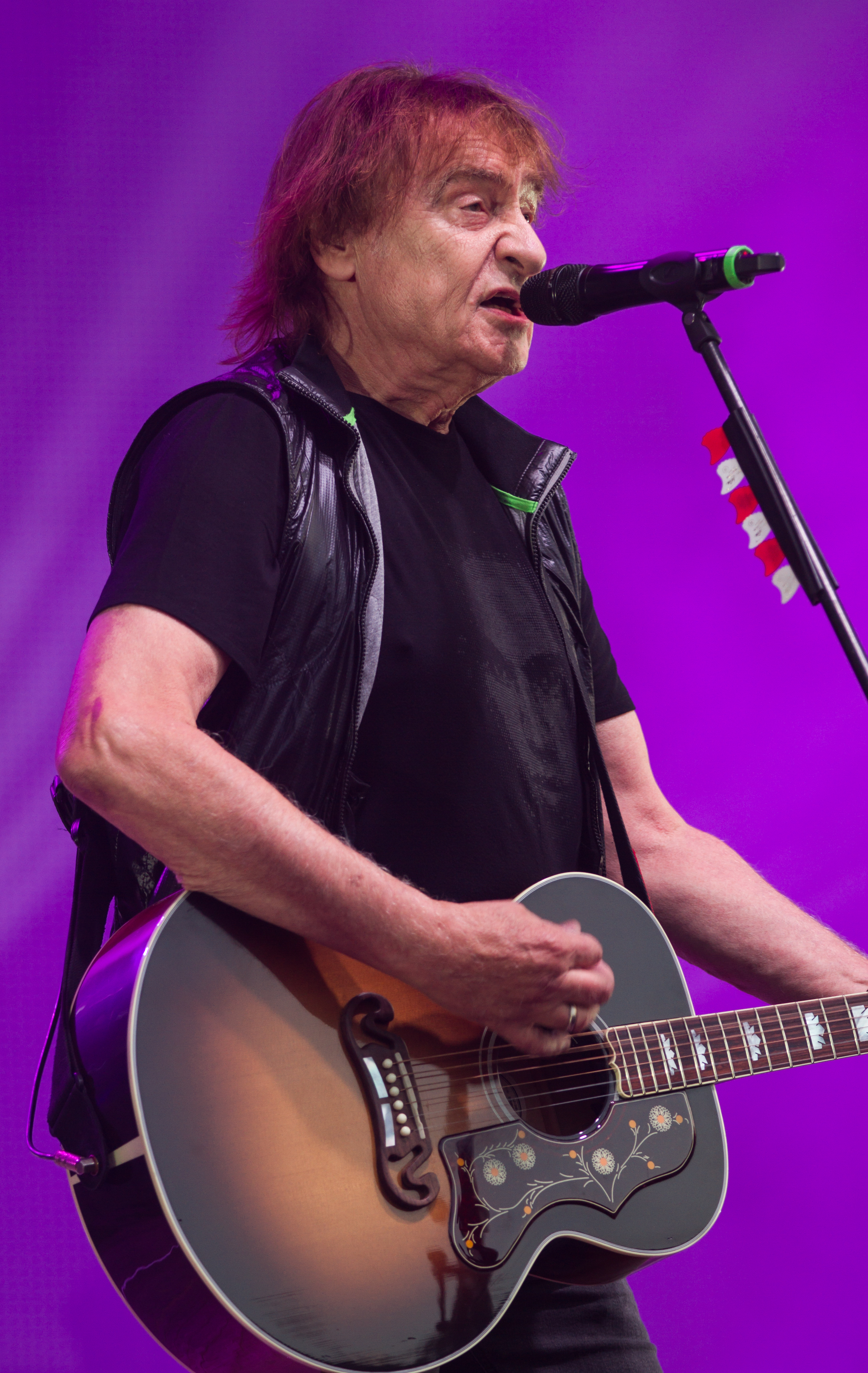
Dieter Birr (2015)

Dieter „Maschine“ Birr (* 18. März 1944 in Köslin/Pommern) ist ein deutscher Sänger, Gitarrist und Komponist. Er war von 1969 bis zur Auflösung 2016 langjähriges Mitglied der Rockband Puhdys.

## Leben
Dieter Birrs Eltern waren Berliner. Sein Vater schickte seine schwangere Frau auf den Bauernhof seiner Eltern in Hinterpommern. In Köslin wird Birr 1944 geboren. Er wurde als Universalschleifer in der Werkzeugfabrik Berlin-Treptow ausgebildet und brachte sich gleichzeitig selbst das Gitarrespielen bei. 1966 bis 1972 studierte er Tanzmusik, Musiktheorie und Gitarre an der Musikschule Friedrichshain in Ost-Berlin. Bis 1969 war er Mitglied der Bands Telestars, Lunics (unter anderem mit Fritz Puppel), Jupiters, Evgeni-Kantschew-Quintett, Albatros und Peter Baptist Combo. 
1969 wurde er Frontmann der Puhdys, die zur kommerziell erfolgreichsten Rockband der DDR-Geschichte wurden. Birr komponierte rund 250 Lieder für die Band. Seinen Spitznamen „Maschine“ erhielt er, nachdem ihn ein Bandkollege als Fressmaschine bezeichnet hatte.
1974 war Birr in einer Nebenrolle im DEFA-Film Wahlverwandtschaften zu sehen.
1986 erschien bei Amiga sein erstes Soloalbum Intim. Das Album wurde mehr als 100.000 Mal verkauft. 1989 lösten sich die Puhdys vorerst auf, 1990 gründete Birr die Band Maschine & Männer. Zwischenzeitlich war er Textdichter, unter anderem für Dunja Rajter und die Wildecker Herzbuben. Ab 1992 setzten die Puhdys ihre Karriere fort.
An seinem 2014 erschienenen zweiten Soloalbum Maschine wirkten Julia Neigel, Wolfgang Niedecken und Toni Krahl als Duettpartner mit. Das Album enthält neben neuen Stücken einige Neuaufnahmen bekannter Puhdys-Hits, darunter Geh zu ihr und Wenn ein Mensch lebt aus den 1970er Jahren. Ebenfalls zu seinem 70. Geburtstag 2014 erschien Birrs Autobiografie Maschine – Die Biografie.
2016 erschien nach dem Bandende der Puhdys das dritte Soloalbum Neubeginner, dessen Tour im Folgejahr durchgeführt wurde.
2017 sang er gemeinsam mit Romano das Lied Karl May, das auf dessen Album Copyshop erschien.
2019 trat er bei Lieder auf Banz mit Julia Neigel auf. Mit der Band Goitzsche Front ging er im selben Jahr unter dem Titel „Der Osten rockt“ auf Tour. Ebenso ging Birr mit Kai Suttner und der Talkshow „50 Jahre Puhdys“ auf Tour.
Ende 2019 klagte Birr gerichtlich die alleinigen Urheberrechte als Komponist von 218 Puhdys-Liedern ein, bei denen bisher die Band als Komponisten-Kollektiv angegeben ist (Birr hat nach eigenen Angaben 300 Puhdys-Lieder komponiert). Dabei wurde öffentlich, dass die Band bereits seit 2013 mit Birr zerstritten war. Im Juli 2021 einigte sich die Band außergerichtlich, die Urheberrechte wurden Birr zugesprochen.
Er lebt in Neuenhagen bei Berlin und ist mit Sylvia Birr seit 1979 in zweiter Ehe verheiratet. Er hat aus seiner ersten Ehe den Sohn Andy Birr (* 1968), der Gitarrist und Schlagzeuger der Popband Bell Book & Candle ist, und eine Tochter (* 1975). Birr ist zweifacher Großvater.

## Auszeichnungen
- 1982: Nationalpreis der DDR II. Klasse für Kunst und Literatur für alle Mitglieder der Puhdys „für die maßstabssetzenden Leistungen bei der Schaffung und Interpretation national und international massenwirksamer Rockmusik der DDR“

## Diskografie (Soloalben)
- 1986: Intim (Amiga)
- 2014: Maschine (Universal)
- 2016: Neubeginner (Heart of Berlin)
- 2018: Alle Winter wieder (Universal)
- 2022: Große Herzen (Premium Records)
- 2024: Mein Weg (Premium Records)

## Autobiografie
- Maschine – Die Biografie. Zusammen mit Wolfgang Martin. Neues Leben, Berlin 2014, ISBN 978-3-355-01818-0.
- Maschine – Was bisher geschah. Zusammen mit Christian Hentschel. Rotbuch, Berlin 2024, ISBN 978-3-86789-214-8.